# شقبان نيكوباري
شقبان نيكوباري (الاسم العلمي: Megapodius nicobariensis) (بالإنجليزية: Nicobar Megapode)‏ هو نوع من الطيور يتبع جنس الشقبان من فصيلة الشقبانية.